# ياكوب كيلر
ياكوب كيلر (بالألمانية: Jacob Keller)‏ هو فيلسوف ألماني، ولد في 1568، وتوفي في 23 فبراير 1631.